# هوری کوپالانی
هوری کوپالانی (اوکراینی: Георгій Миколайович Копаліані؛ زادهٔ ۷ مارس ۱۹۹۴) بازیکن فوتبال اهل اوکراین است.
از باشگاه‌هایی که در آن بازی کرده‌است می‌توان به باشگاه فوتبال آرسنال کی‌یف اشاره کرد.